# Liste jüdischer Friedhöfe in Schweden
Die Liste jüdischer Friedhöfe in Schweden gibt einen Überblick zu jüdischen Friedhöfen (Judiska/mosaiska begravningsplatser) in Schweden. Die Liste erhebt keinen Anspruch auf Vollständigkeit. Die Sortierung erfolgt alphabetisch nach den Ortsnamen.

## Liste der Friedhöfe
| Bezeichnung                                    | Ort                                       | Bild           | Weitere Informationen                  |
| ---------------------------------------------- | ----------------------------------------- | -------------- | -------------------------------------- |
| Alter jüdischer Friedhof (Göteborg)            | Göteborg                                  |                |                                        |
| Östra kyrkogården – Jüdische Abteilung         | Göteborg                                  |                |                                        |
| Södra kyrkogården – Jüdische Abteilung         | Kalmar                                    |                |                                        |
| Jüdischer Friedhof (Karlskrona)                | Karlskrona (Lage)                         | weitere Bilder |                                        |
| Jüdischer Friedhof (Karlstad)                  | Karlstad                                  |                |                                        |
| Jüdisches Grabfeld bei der Kirche von Lärbro   | Lärbro                                    |                |                                        |
| Östra kyrkogården – Jüdische Abteilung         | Malmö                                     |                |                                        |
| Matteus kyrkogården – Jüdische Abteilung       | Norrköping                                | weitere Bilder | siehe Norrköping#Die jüdische Gemeinde |
| Norra begravningsplatsen – Jüdische Abteilung  | Solna (Lage)                              | weitere Bilder |                                        |
| Jüdischer Friedhof Aronsberg                   | Stockholm, Stadtbezirk Kungsholmen (Lage) | weitere Bilder |                                        |
| Jüdischer Friedhof Kronoberg                   | Stockholm, Stadtbezirk Kungsholmen (Lage) | weitere Bilder |                                        |
| Gustav Adolfs kyrkogården – Jüdische Abteilung | Sundsvall                                 |                | [ 1 ]                                  |